# Пойнт-Робертс (Вашингтон)
Пойнт-Робертс (англ. Point Roberts) — переписна місцевість (CDP) в США, в окрузі Вотком штату Вашингтон. Населення — 1191 особа (2020).

## Географія
Пойнт-Робертс розташований за координатами 48°59′5″ пн. ш. 123°3′34″ зх. д. / 48.98472° пн. ш. 123.05944° зх. д. (48.984669, -123.059496).  За даними Бюро перепису населення США в 2010 році переписна місцевість мала площу 12,67 км², з яких 12,65 км² — суходіл та 0,02 км² — водойми.

## Демографія
Згідно з переписом 2010 року, у переписній місцевості мешкало 1314 осіб у 678 домогосподарствах у складі 372 родин. Густота населення становила 104 особи/км².  Було 2068 помешкань (163/км²).
Расовий склад населення:
| - 91,9 % — білих - 4,5 % — азіатів - 0,8 % — корінних американців - 0,8 % — чорних або афроамериканців |

До двох чи більше рас належало 1,7 %. Частка іспаномовних становила 2,4 % від усіх жителів.
За віковим діапазоном населення розподілялося таким чином: 14,6 % — особи молодші 18 років, 61,6 % — особи у віці 18—64 років, 23,8 % — особи у віці 65 років та старші. Медіана віку мешканця становила 52,7 року. На 100 осіб жіночої статі у переписній місцевості припадало 101,5 чоловіків;  на 100 жінок у віці від 18 років та старших — 102,9 чоловіків також старших 18 років.
Середній дохід на одне домашнє господарство  становив 79 550 доларів США (медіана — 51 474), а середній дохід на одну сім'ю — 105 365 доларів (медіана — 70 625). Медіана доходів становила 65 565 доларів для чоловіків та 37 014 долари для жінок. За межею бідності перебувало 9,3 % осіб, у тому числі 8,8 % дітей у віці до 18 років та 6,8 % осіб у віці 65 років та старших.
Цивільне працевлаштоване населення становило 681 осіб. Основні галузі зайнятості: мистецтво, розваги та відпочинок — 16,6 %, будівництво — 16,0 %, роздрібна торгівля — 14,0 %.